# روبرت ماكسيميليان غوركي
روبرت لويس أوقست ماكسيميليان (بالألمانية: Robert Louis August Maximilian Gürke)‏ (و. 1854 – 1911 م) هو عالم نبات من الاتحاد الألماني .
وهو عضو في الأكاديمية الألمانية للعلوم ليوبولدينا.
توفي في برلين.

## جوائز
حصل على جوائز منها:
- Order of the Red Eagle 4th Class.